# Ambjörnhagen
Ambjörnhagen is een plaats in de gemeente Göteborg in het landschap Västergötland en de provincie Västra Götalands län in Zweden. De plaats heeft 63 inwoners (2005) en een oppervlakte van 10 hectare. De plaats wordt omringd door zowel bos als landbouwgrond. De stad Göteborg ligt ongeveer tien kilometer ten noordwesten van het dorp.

## Verkeer en vervoer
Bij de plaats loopt de Länsväg 158.